# Guatacalca
Guatacalca är en ort i Mexiko.   Den ligger i kommunen Nacajuca och delstaten Tabasco, i den sydöstra delen av landet, 700 km öster om huvudstaden Mexico City. Guatacalca ligger 7 meter över havet och antalet invånare är 156.
Terrängen runt Guatacalca är mycket platt. Runt Guatacalca är det tätbefolkat, med 442 invånare per kvadratkilometer. Närmaste större samhälle är Villahermosa, 13,6 km söder om Guatacalca. Trakten runt Guatacalca består till största delen av jordbruksmark.